# Tourisme au Vatican

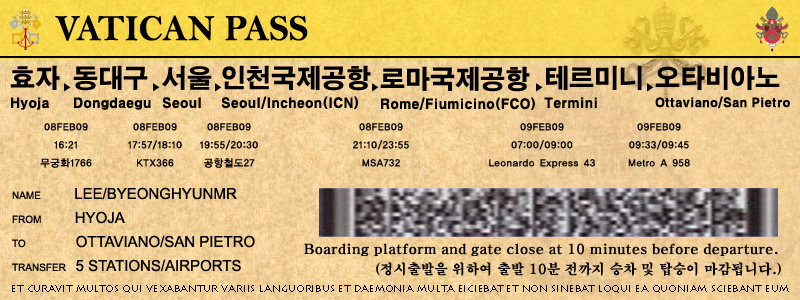
Pass touristique du Vatican.

Le tourisme au Vatican est une destination populaire. En effet, le Vatican est une destination populaire pour les touristes, en particulier les chrétiens qui souhaitent voir le pape ou pratiquer leur foi. Les principales attractions touristiques de la Cité du Vatican sont la Basilique Saint-Pierre, la Place Saint-Pierre, le musée du Vatican, la chapelle Sixtine, et les Chambres de Raphaël.
Les pèlerins visitent le plus souvent la Cité du Vatican à des moments particuliers de l'année liturgique, comme Noël ou Pâques, ou pendant des périodes importantes telles que la proclamation d'une année sainte ou des funérailles et l'élection d'un pape.
Le tourisme est l'une des principales sources de revenus de l'économie de la Cité du Vatican. Bien que d’à peine 0,44 km2, en 2007, environ 4,3 millions de personnes ont visité les musées du Vatican. Le tourisme est la principale cause du taux de criminalité exceptionnellement élevé du Vatican: les touristes sont blâmés pour divers vols et incidents.

## L’État du Vatican
Comme le Vatican est entouré par l'Italie, la langue principale de l'État du Vatican (ou de la Cité du Vatican) est l'italien. Depuis 1929, en raison des accords du Latran, le Vatican est reconnu comme un État indépendant, qui a une population d'un peu plus de 800 personnes en juillet 2011. Le Pape est non seulement à la tête de la religion catholique, mais aussi le chef de l'État de la Cité du Vatican.
Le Vatican est la résidence du pape actuel, François, ainsi que la seule résidence historique des papes. Le Vatican a été construit au cours de l'année 326 après Jésus-Christ. Le premier palais a été construit au cours du Ve siècle sous le règne du pape Symmaque (498-514).
Le Vatican a depuis grandi pour devenir le plus petit État indépendant connu tant au regard de la population que de la superficie. Les touristes sont en mesure de visiter les musées du Vatican pour un montant d'environ 15 à 19 euros. Le nombre de personnes qui viennent voir le Musée du Vatican a dépassé cinq millions de personnes par an à partir de 2011.  Les jardins exotiques du Vatican sont aussi une attraction. Depuis les jardins, il y a une vue magnifique sur la basilique Saint-Pierre et le Vatican.

## La chapelle Sixtine
La Chapelle Sixtine est le foyer de nombreuses pièces d'art, dont des statues, des tapisseries et des peintures de Michel-Ange.
Une des attractions les plus célèbres de la chapelle Sixtine les est la création de la peinture d'Adam, ainsi que du plafond de la Chapelle Sixtine peint par Michel-Ange entre les années 1508 et 1512. Aucune photographie n'est autorisée à l'intérieur de la Chapelle Sixtine, mais en ligne, le Vatican offre un modèle 3D de l'intérieur de la chapelle.
Pendant l'été, environ 20 000 personnes passent par la chapelle Sixtine par jour. Cependant, parce que les touristes ne respectent les règles de silence et de ne prendre des photos à l'intérieur de la chapelle, il peut y avoir une limite sur le nombre de personnes autorisées à voir l'intérieur de la chapelle Sixtine par jour.
Durant l'élection d'un nouveau pape, la chapelle utilise des dispositifs à l'intérieur de la chapelle Sixtine de brouillage radio pour tenter d'empêcher l'échange d'images ou d'informations à l'intérieur de la chapelle via des appareils mobiles.